# Four banal de Meyrieu
Pour les articles homonymes, voir Meyrieu.
Le four banal de Meyrieu est un four situé dans le hameau de Meyrieu sur le territoire de la commune de Saint-Germain-les-Paroisses, en France.

## Présentation
Le four est situé dans le département français de l'Ain, sur la commune de Saint-Germain-les-Paroisses. L'édifice est inscrit au titre des monuments historiques en 1938.